# Phostria alberici
Phostria alberici là một loài bướm đêm trong họ Crambidae.